# والری کراوچوک
والری کراوچوک (روسی: Валерий Анатольевич Кравчук؛ زادهٔ ۱۹۵۵) وزنه‌بردار اهل اتحاد جماهیر شوروی بود.
وی همچنین برندهٔ جوایزی همچون مدال شجاعت کار شده‌است.
وی در مسابقات کشوری و بین‌المللی در مجموع برندهٔ ۱ مدال طلا شده‌است.